# Lulism

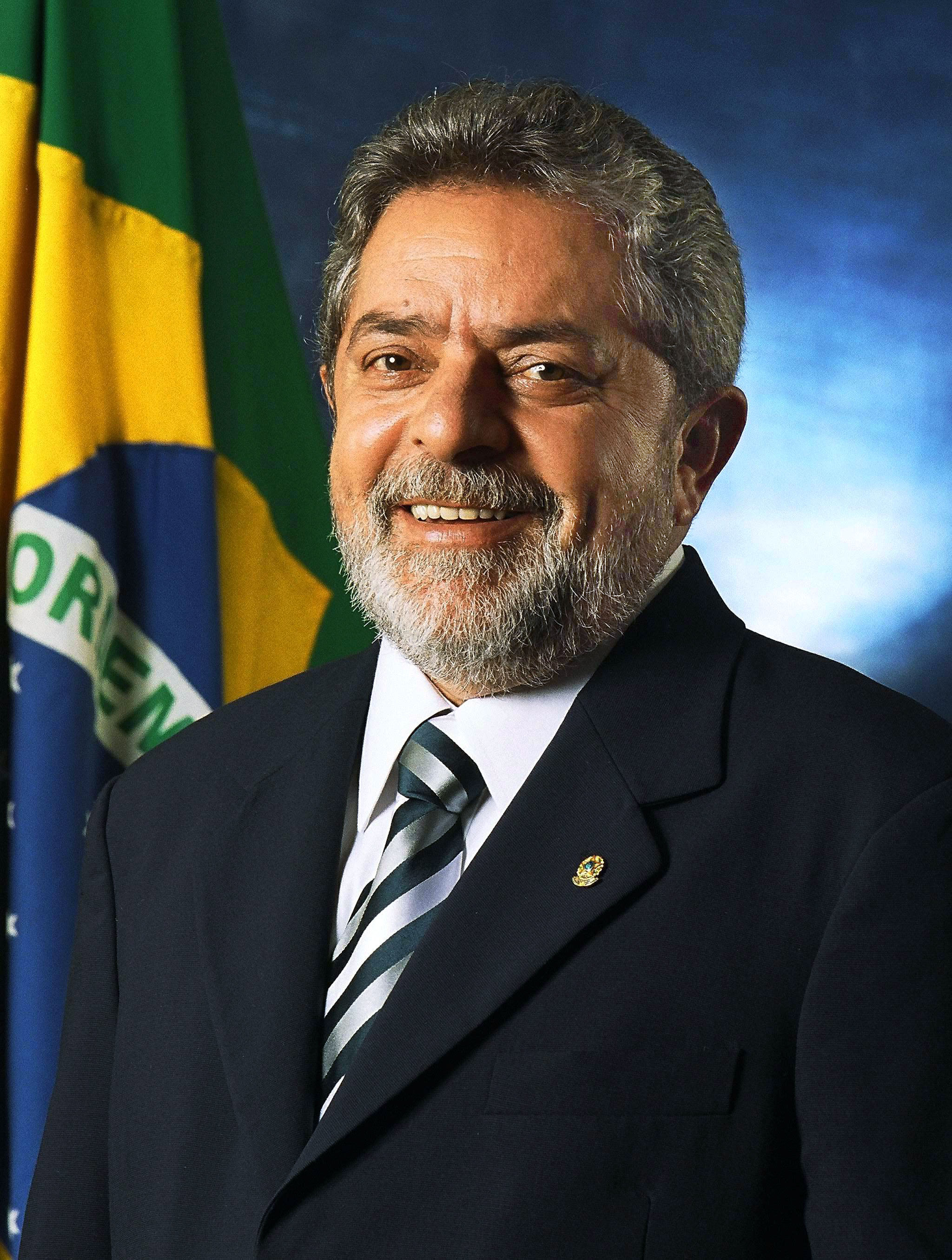
Luiz Inácio Lula da Silva, känd som Lula, Brasiliens president 2003-2011 och 2023-.

Lulism (portugisiska: Lulismo) är en politisk ideologi som beskriver president Luiz Inácio Lula da Silvas sammanslagning av delar av Brasiliens Arbetarpartiet (PT) och det tidigare folkrörelse-skeptiska samhället. Genom en reglerad reformism och minimala strukturella förändringar lades störst fokus på landets fattigaste klass. De lägre klasserna som hade distanserat sig från Lula kom att acceptera honom efter hans första mandatperiod, medan medelklassen vände sig ifrån honom. Medan lulismen förespråkar socialism strävar den snarare efter en socialliberal praxis som genom en marknadsfokuserad metod gradvis upplöser klyftan mellan rika och fattiga.
André Vítor Singer, professor i statsvetenskap vid Universitetet i São Paulo och tidigare pressekreterare under Lulas presidentskap, myntade termen lulism. Han har sagt att "Sammanslagningen av privatindustrins och fackföreningarnas intressen ledde till stabiliteten som tillät detta politiska system formas i en form av konsensus". Detta balansläge gav förutsättningar för regeringen att göra omfattande förändringar.